# 小松由佳 (登山家)
小松 由佳（こまつ ゆか、1982年（昭和57年）9月22日 - ）は、日本の登山家・写真家。東京都在住。

## 来歴
秋田県秋田市出身。秋田県立秋田北高等学校に入学してすぐに登山部へ入部。1999年熊本国体、2000年岐阜インターハイに出場するなど競技登山に打ち込んだ。のち東海大学文学部へ進学。山岳部へ入部し、本格的な登山を始める。同部は女性の入部が禁止されていたが、その決まりを知らない部員によって入部が認められた。4年次には同部初の女性主将となり、中国の未踏峰へ海外遠征も行う。
大学卒業後の2006年8月、同大学山岳部創部50年記念事業のK2登山隊へ参加、登頂に成功した（女性としては8人目、日本人女性として初めての成功。また、南南東支稜からの登頂は女性として世界初）。同年度の植村直己冒険賞を受賞した（女性としては山野井妙子、渡辺玉枝に続く3人目）。 また、同年に秋田県県民栄誉章を受章。
勤務先は、登山用品店ICI石井スポーツを経て東京郊外の牧場、知的障害者の福祉施設、現在は若者の自立支援業務に携わる。
その後、風土と共に生きる人間の営みに魅せられ、東西アジアを旅しながらフォトグラファーに転身。多様な自然環境の中での人間の暮らしを撮影している。写真誌『名のない星』を個人的に発刊し、瀬戸内海の過疎化の進む島の暮らしや、秋田の冬の鮭の遡上の光景をフォトエッセイで表現している。
2012年からシリア難民をテーマに取材を続け、同年シリア人男性と結婚。2児の母。2021年、シリア内戦を描いたノンフィクション『人間の土地へ』にて第8回山本美香記念国際ジャーナリスト賞を受賞。 2025年、ノンフィクション『シリアの家族』にて第23回開高健ノンフィクション賞を受賞。

## 主な登山歴・取材歴
- 2004年 ルクン・ムスターグ（中国 新疆ウイグル自治区/6500m）初登頂
- 2005年 チョモランマ（中国 チベット/8850m）6500mまで
- 2006年 K2（パキスタン/8611m）南南東支稜より登頂
- 2007年 ヨーロッパアルプス　メンヒ北壁（スイス）、モンブラン・デ・タキュール（フランス）など
- 2007年 シスパーレ（パキスタン/7611m）6000mまで
- 2008年 東京から沖縄まで自転車の旅
- 2008年 モンゴルの遊牧民を取材
- 2009年 シリア砂漠の遊牧民ベドウィン族・北イラクのクルド人・イランの遊牧民ゴラッボ族・カシュガイ族を取材
- 2010年 エジプトのオアシスの暮らし・ナイル流域の暮らしを取材。イエメンの山岳民族を取材
- 2011年 シリア砂漠の遊牧民ベドウィン族の取材
- 2012年 シリア内戦下の暮らしを取材
- 2013年 在ヨルダンシリア人難民キャンプを取材、難民への募金を運ぶ

## 著書
- 『オリーブの丘へ続くシリアの小道で：ふるさとを失った難民たちの日々』河出書房新社、2016年3月。ISBN　978-4-309-24755-7
- 『風土に生きる人々：写文集・生き物との暮らし』（電子書籍） ゼロメガ、2017年1月。
- 『人間の土地へ』集英社インターナショナル、2020年9月。ISBN　978-4-7976-7389-0

## テレビ出演
- NNNドキュメント（日本テレビ）「サーメル 〜子連れ写真家とシリア難民〜」2017年9月24日[11]
- 衝撃のアノ人に会ってみた!（日本テレビ） 2018年[12]
- チコちゃんに叱られる!（NHK） 2019年4月26日[12]
- こころの時代「生きる根をみつめて」（2022年8月28日、NHK Eテレ）[13]
- キャッチ!世界のトップニュース「シリア見つめる写真家 小松美佳さん」」（2025年4月16日、NHK総合）[14]

## 参考資料
- 東海大学K2登山隊編『K2 2006:日本人女性初登頂・世界最年少登頂の記録』（東海大学出版会,2007年） ISBN  9784486037026